# 알 쉬러
앨 시어러(Al Shearer, 1977년 8월 14일 ~ )는 미국의 배우이다.
콜럼버스에서 태어났다.

## 영화
- 더 허슬 (2008년)
- 글로리 로드 (2006년) - 네빌 쉐드 역
- 하우 하이 (2001년)